# Istenszülő elszenderedése fatemplom (Keped)
A kepedi Istenszülő elszenderedése fatemplom műemlékké nyilvánított épület Romániában, Temes megyében. A romániai műemlékek jegyzékében az  TM-II-m-A-06194 sorszámon szerepel.

## Leírása
A tölgyfából készült, zsindellyel fedett templom apszisa félkör alakú. A pronaosz felett egy gerendarendszer tartja a tornyot. A naosz boltozatát, az ikonosztázt és az oltár falait festmények borítják.